# Trượt tuyết (hoạt hình)
Trượt tuyết (tiếng Nga: Снежные дорожки) là một bộ phim hoạt hình khai thác đề tài thể thao của đạo diễn Boris Dyozhkin, ra mắt lần đầu năm 1963.